# Карпов, Иван Семёнович
Иван Семёнович Карпов (26 февраля 1937, Алексеевка, Люксембургский район, Оренбургская область, РСФСР, СССР — 18 февраля 2021, Снежинск, Челябинская область, Россия) — советский и российский конструктор ядерного оружия, лауреат Государственной премии СССР. Заслуженный конструктор Российской Федерации, ветеран атомной энергетики и промышленности. Награждён медалью «300 лет российскому флоту» и другими медалями.

## Биография
Иван Семёнович Карпов родился в 1937 году в поселке Алексеевка Оренбургской области. Его отец, выходец из мордовского поселения, имел 3 класса образования, мать же была неграмотной. Ивану с детства приходилось участвовать в крестьянской работе. Рос он малообщительным человеком, выделялся своим интересом к чтению, к физике и к математике. Поступив в Куйбышевский индустриальный институт(конкурс — 8 человек на место), Иван окончил его с отличием в 1960 году, расширив свои знания далеко за пределы институтской программы.
После окончания института Иван начал свою трудовую деятельность во ВНИИТФ. По воспоминаниям ветеранов отрасли, Иван прекрасно решал конструкторские задачи, внося в них свой самобытный почерк. В 1964 году был повышен до должности старшего инженера-конструктора, в 1972 — до начальника лаборатории.
С 1975 года Ивану Карпову доверили возглавлять только что созданный отдел перспективных разработок. Иван сумел в короткий срок сплотить новый коллектив и дать такую отдачу, что отдел прочно занял место в ряду ведущих отделов института. За разработки по созданию специальных образцов новой техники в 1981 году Иван Карпов получил Государственную премию СССР.
С 1984 года Иван занимал должность заместителя начальника научно-конструкторского отделения по НИОКР, с 2001 года — должность главного специалиста тематического направления.
Скончался 18 февраля 2021 года в г. Снежинске.

## Награды
- Государственная премия СССР.
- Заслуженный конструктор Российской Федерации (2002)
- Медаль «Ветеран атомной энергетики и промышленности» (1998)
- Медаль «За освоение целинных и залежных земель»
- Медаль «300 лет российскому флоту» (2003)